# Raymond Arthur Lyttleton
Raymond Arthur Lyttleton (* 7. Mai 1911 in Oldbury, Worcestershire; † 16. Mai 1995 in Cambridge) war ein britischer theoretischer Astronom.
Lyttleton ging in Birmingham zur Schule und studierte am Clare College der Universität Cambridge. 1933 erhielt er einen Abschluss mit Bestnoten in den Mathematical Tripos. Nach einem Gastaufenthalt an der Princeton University wurde er 1937 in Cambridge promoviert mit Arbeiten mit William Smart in Cambridge über das Dreikörperproblem und mit Henry Norris Russell in Princeton über die Entstehung des Sonnensystems. Ab 1937 war er Fellow des St. John’s College. Er blieb in Cambridge und erhielt 1969 eine persönliche Professur.
In der ersten Hälfte des 20. Jahrhunderts war einer Theorie der Entstehung des Sonnensystems und der Planeten populär (James Jeans, Harold Jeffreys), nach der ein anderer Stern die Sonne passierte oder mit ihr kollidierte und dabei Materie aus dieser abzog, aus der sich später die Planeten bildeten. Henry Norris Russell wandte ein, dass dadurch nicht genug Drehimpuls auf die Planeten verteilt werden konnte (die Planeten haben den größten Anteil am Drehimpuls des Sonnensystems). Lyttleton zeigte, dass das Problem gelöst werden konnte, falls die Sonne Teil eines Doppelsternsystems war. Fred Hoyle entwickelte das später dahingehend weiter, dass der andere Stern im Doppelsternsystem der Sonne in einer Supernova explodiert wäre, die wiederum Material für die Bildung der Planeten lieferte.
Lyttleton untersuchte früh Akkretionsscheiben, damals noch als Folge der Passage der Sonne durch interstellare Gaswolken. Lyttleton erkannte, das dabei Hitze entsteht und spekulierte über Klimawandel in der Vergangenheit durch die Passage der Sonne durch interstellares Gas.
Mit Fred Hoyle und Hermann Bondi untersuchte Lyttleton die Struktur roter Riesen.
Lyttleton untersuchte rotierende Flüssigkeitskugeln, ein klassisches Thema der theoretischen Astronomie. Es war bekannt, dass sich bei zunehmender Rotation Ellipsoide bildeten und man vermutete bei noch höherer Rotation die Aufspaltung der rotierenden Flüssigkeit. Lyttleton zeigte, dass sich die beiden Teile in Abwesenheit weiterer anziehender Körper immer weiter voneinander entfernen würden und sich kein System aus zwei sich umkreisenden Körpern bilden würde. Allerdings besteht die Möglichkeit, dass sich Erde und Mond aus so einem rotierenden Körper gebildet haben könnten mit dem Mond als Körper dazwischen.
Lyttleton entwickelte eine Theorie des Ursprungs der Kometen, die er nach Russell als bestehend aus kleinen Teilchen betrachtete, durch Aggregation von Teilchen aus Staubwolken. Heute wird dagegen angenommen, dass sie einen Eiskern haben Fred Whipple. Lyttleton zeigte mit J. Hammersley wie schnell Kometen durch Störung der großen Planeten aus dem Sonnensystem entfernt werden können und er vermutete, dass man durch Untersuchung der Verteilung der Perihelien der Kometen auf deren Ursprungsort schließen könne.
Vor dem Aufkommen der Plattentektonik wurde eine mögliche Schrumpfung der Erde als Erklärung für Gebirgsbildung herangezogen (Harold Jeffreys). Lyttleton zeigte, dass ein Anwachsen des Erdkerns diese Schrumpfung verursachen könnte, wenn man annahm, dass der Erdkern eine Hochdruckphase des Materials des Erdmantels sei (eine Idee die heute abgelehnt wird). Mit Bondi untersuchte er den Einfluss der Abbremsung der Erdrotation durch Gezeitenreibung auf den Erdkern.
Mit Bondi untersuchte er die Folgen einer kleinen Abweichung des Betrags der Ladungen von Elektron und Proton und zeigte, dass dies zur Expansion des Universums beitragen würde.
1959 erhielt er die Goldmedaille der Royal Astronomical Society. Er war Fellow der Royal Society und erhielt 1965 deren Royal Medal.
Er war leidenschaftlicher Cricket-Spieler.

## Schriften
- The comets and their origin, Cambridge UP 1953
- The stability of rotating liquid masses, Cambridge UP 1953